# شيبينيك

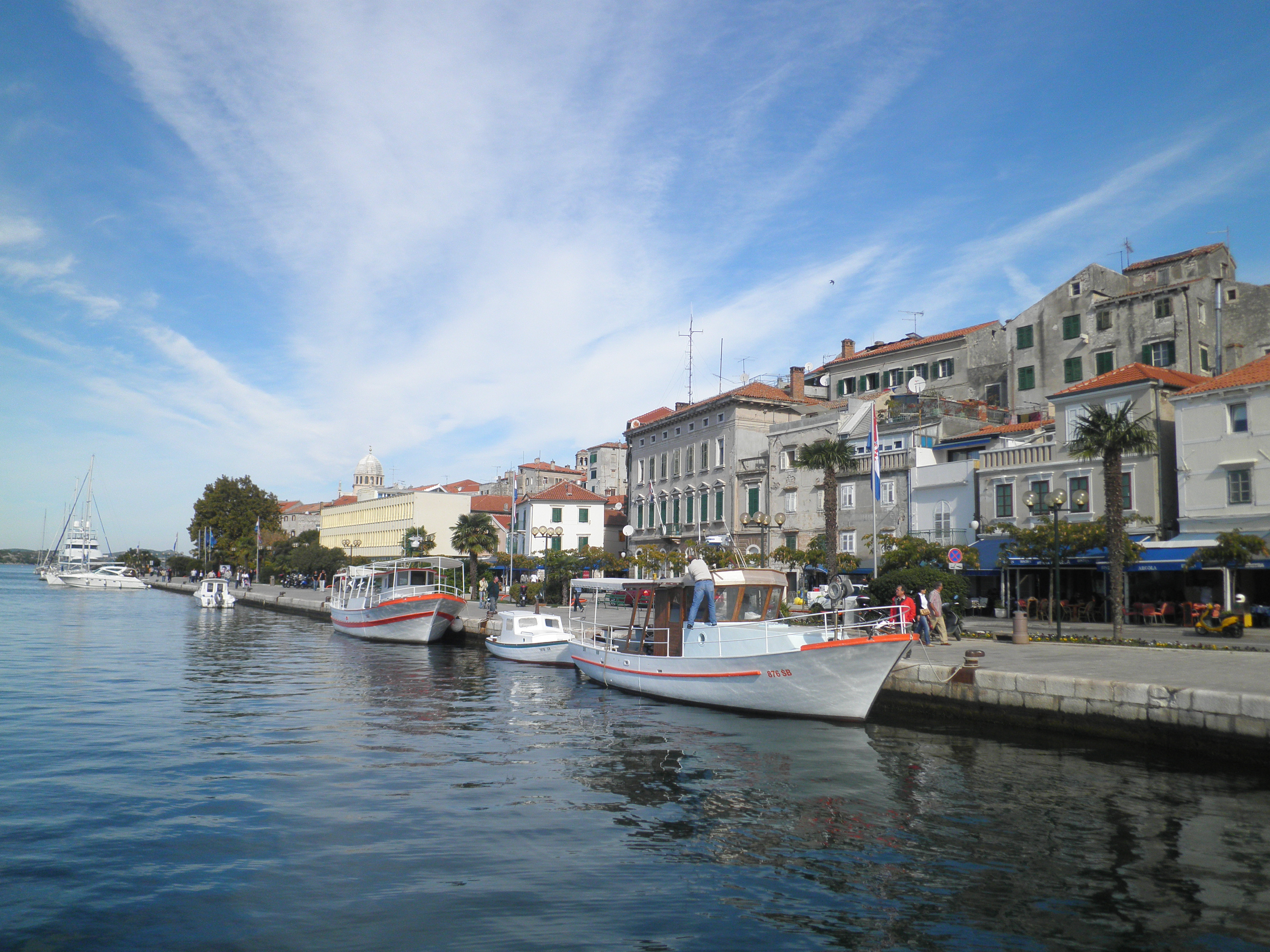
ميناء شيبينيك

شيبينيك (بالكرواتية: Šibenik) هي مدينة تاريخية في كرواتيا وتقع في وسط دالماسيا على ساحل البحر الأدرياتيكي. في عام 2011 بلغ عدد سكانها 46,372 نسمة. لدى المدينة مناخ متوسطي، معتدل وجاف صيفاً.

## المناخ
يظهر الجدول التالي التغييرات المناخية على مدار السنة لشيبينيك:
| البيانات المناخية لـشيبينيك                                        | البيانات المناخية لـشيبينيك | البيانات المناخية لـشيبينيك | البيانات المناخية لـشيبينيك | البيانات المناخية لـشيبينيك | البيانات المناخية لـشيبينيك | البيانات المناخية لـشيبينيك | البيانات المناخية لـشيبينيك | البيانات المناخية لـشيبينيك | البيانات المناخية لـشيبينيك | البيانات المناخية لـشيبينيك | البيانات المناخية لـشيبينيك | البيانات المناخية لـشيبينيك | البيانات المناخية لـشيبينيك |
| الشهر                                                              | يناير                       | فبراير                      | مارس                        | أبريل                       | مايو                        | يونيو                       | يوليو                       | أغسطس                       | سبتمبر                      | أكتوبر                      | نوفمبر                      | ديسمبر                      | المعدل السنوي               |
| ------------------------------------------------------------------ | --------------------------- | --------------------------- | --------------------------- | --------------------------- | --------------------------- | --------------------------- | --------------------------- | --------------------------- | --------------------------- | --------------------------- | --------------------------- | --------------------------- | --------------------------- |
| الدرجة القصوى °م (°ف)                                              | 21.4 (70.5)                 | 22.7 (72.9)                 | 26.2 (79.2)                 | 28.8 (83.8)                 | 34.0 (93.2)                 | 37.6 (99.7)                 | 38.2 (100.8)                | 39.4 (102.9)                | 35.4 (95.7)                 | 30.3 (86.5)                 | 28.4 (83.1)                 | 20.3 (68.5)                 | 39.4 (102.9)                |
| المتوسط اليومي °م (°ف)                                             | 6.8 (44.2)                  | 7.4 (45.3)                  | 10.0 (50.0)                 | 13.6 (56.5)                 | 18.4 (65.1)                 | 22.2 (72.0)                 | 25.0 (77.0)                 | 24.6 (76.3)                 | 20.6 (69.1)                 | 16.3 (61.3)                 | 11.7 (53.1)                 | 8.2 (46.8)                  | 15.4 (59.7)                 |
| أدنى درجة حرارة °م (°ف)                                            | −10.2 (13.6)                | −11.0 (12.2)                | −7.5 (18.5)                 | −0.5 (31.1)                 | 2.3 (36.1)                  | 8.3 (46.9)                  | 11.6 (52.9)                 | 10.2 (50.4)                 | 6.9 (44.4)                  | 2.1 (35.8)                  | −6.6 (20.1)                 | −8.9 (16.0)                 | −11.0 (12.2)                |
| الهطول مم (إنش)                                                    | 74.1 (2.92)                 | 60.1 (2.37)                 | 62.0 (2.44)                 | 62.7 (2.47)                 | 49.0 (1.93)                 | 53.0 (2.09)                 | 29.7 (1.17)                 | 44.9 (1.77)                 | 75.5 (2.97)                 | 82.7 (3.26)                 | 112.4 (4.43)                | 95.2 (3.75)                 | 801.3 (31.57)               |
| متوسط الأيام الممطرة                                               | 10                          | 9                           | 9                           | 10                          | 9                           | 8                           | 5                           | 5                           | 7                           | 9                           | 12                          | 12                          | 105                         |
| متوسط الأيام المثلجة                                               | 1                           | 1                           | 0                           | 0                           | 0                           | 0                           | 0                           | 0                           | 0                           | 0                           | 0                           | 1                           | 3                           |
| ساعات سطوع الشمس الشهرية                                           | 128.6                       | 150.6                       | 196.1                       | 222.4                       | 286.3                       | 312.1                       | 358.0                       | 326.0                       | 254.3                       | 199.7                       | 131.0                       | 113.8                       | 2٬678٫9                     |
| المصدر: National Meteorological and Hydrological Service (Croatia) |                             |                             |                             |                             |                             |                             |                             |                             |                             |                             |                             |                             |                             |

## توأمة
لشيبينيك اتفاقيات توأمة مع كل من:
- تشيفيتانوفا ماركي
- سان بينيدتو دل ترونتو
- فوارون
- سيني، كرواتيا

## أعلام
- غوران فيشنيتش
- درازين يركوفيتش
- درازن بيتروفيتش
- غوردون شيلدنفيلد

## وصلات خارجية
- الموقع الرسمي
- معرض صور نسخة محفوظة 23 سبتمبر 2008 على موقع واي باك مشين.